# Lars Larsson (fotograf)

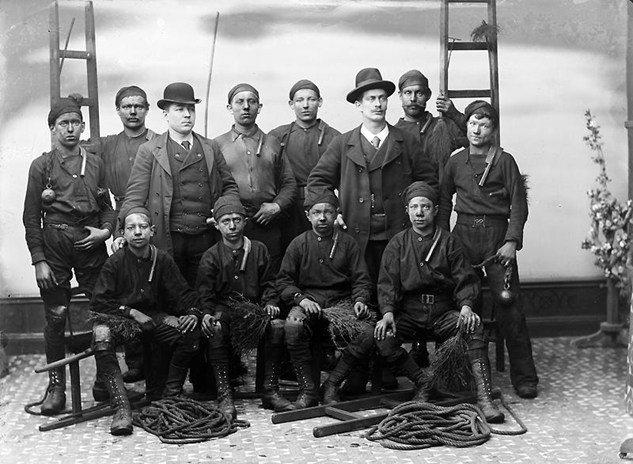
Gruppbild av sotare, 1905-1910. Foto: Lars Larsson.

Lars Larsson, född 11 september 1858 i Västbjörka, Rättviks socken, Kopparbergs län, död 11 mars 1932 i Danderyds församling, Stockholms län, var en svensk fotograf och hovfotograf. 
Han grundade 1890 Larssons Ateljé som producerade över 80 000 porträttfotografier och ett drygt tusental unika bilder med Stockholmsmotiv. 

## Biografi

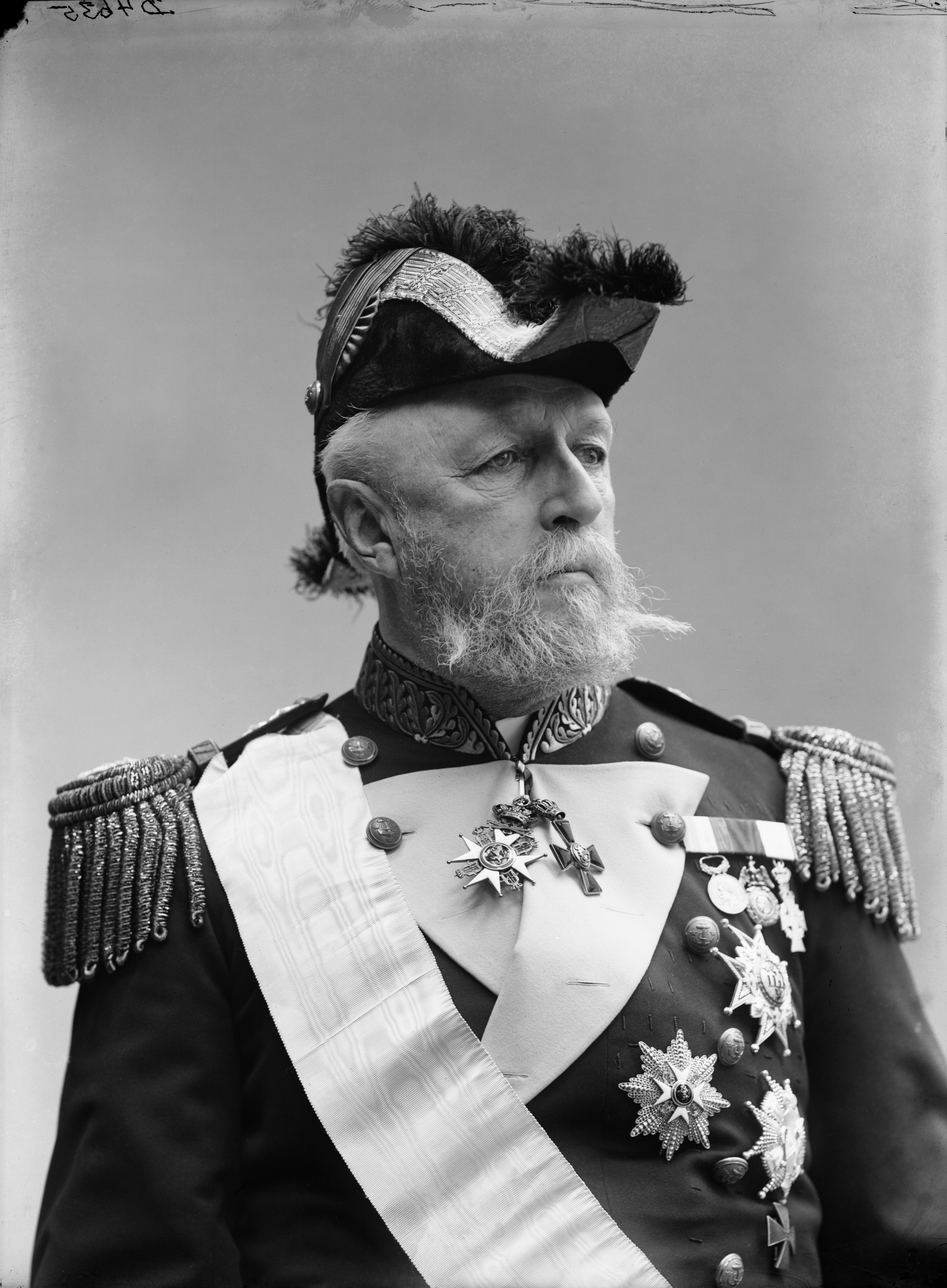
Larssons porträtt av Oscar II.

Lars Larsson började redan 1876 som porträttfotograf i Orsa utan fast ateljé. Under nästan 15 år var han kringfarande fotograf i Dalarna, Medelpad och Hälsingland. Mellan 1886 och 1887 praktiserade han i Kansas, USA. År 1890 kom han till Stockholm och etablerade sin ateljé vid Humlegårdsgatan 21. Genom sin stora yrkesskicklighet och goda kontakter lyckades han att få kungahuset bland sina kunder och 1892 erhöll han titeln hovfotograf. Bland sina kollegor kallades  han därefter ”Hov-Lasse”.
Titeln gav honom nya kontakter och säkrade firmans ekonomi. Han hade flera medarbetare och lärde upp många blivande fotografer. Porträttfotografi blev Larssons huvudsakliga sysselsättning och 82 000 sittningar hade han fram till 1914 i sin ateljé vid Humlegårdsgatan. Bland hans elever märks Axel Swinhufvud som praktiserade hos Larsson mellan 1908 och 1910.
Men det som gjorde honom känt bland museifolk och byggnadshistoriker är ett drygt tusental unika Stockholmsmotiv som han mellan 1901 och 1914 tog i dokumentariskt syfte med sin storformatskamera på 24 x 30 cm glasplåtar. Initiativet kom från stadsarkivarien Johan Flodmark som ville dokumentera Stockholms äldre bebyggelse som sakta höll på att försvinna. 
Projektet uppmärksammades i Dagens Nyheter den 16 oktober 1906. Där rapporterades bland annat:
 ”Stadsfullmäktige ha just nu fått in ett anslagskraf på 2,250 kr. för ett i och för sig ytterst intressant och för en kommande historieskrivning om Stockholm högst betydelsefullt arbete. Det är hela Stockholms fotografering det gäller. Fastän säkerligen det hela för de flesta är obekant, har arbetet konsekvent och metodiskt redan pågått i fem år…”
År 1914 sålde Larsson sin ateljé och ägnade sig därefter enbart åt fastighetsaffärer. Ateljén drevs sedan vidare under många år och under samma namn och adress. En stor del av Larssons Stockholmsdokumentation finns bevarad på Stockholms stadsmuseum.
Lars Larsson är begravd på Djursholms begravningsplats.

## Larssons Stockholmsbilder (urval)

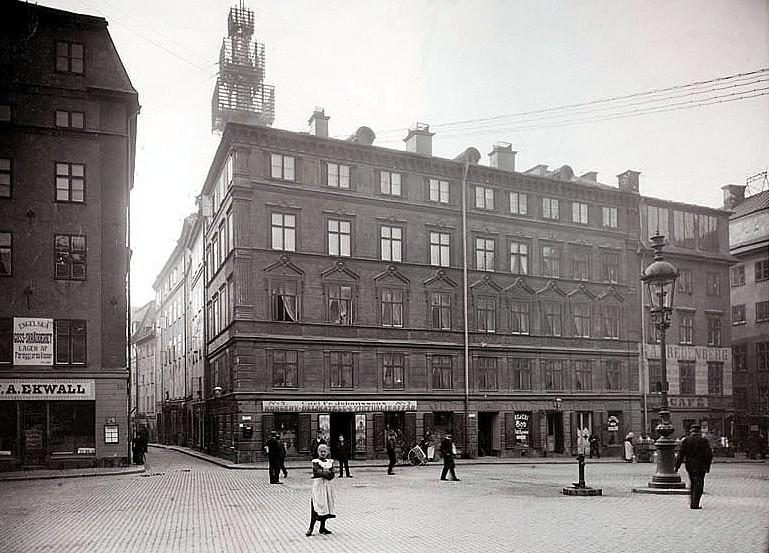
Kvarteret Ceres, Stortorget, 1902.
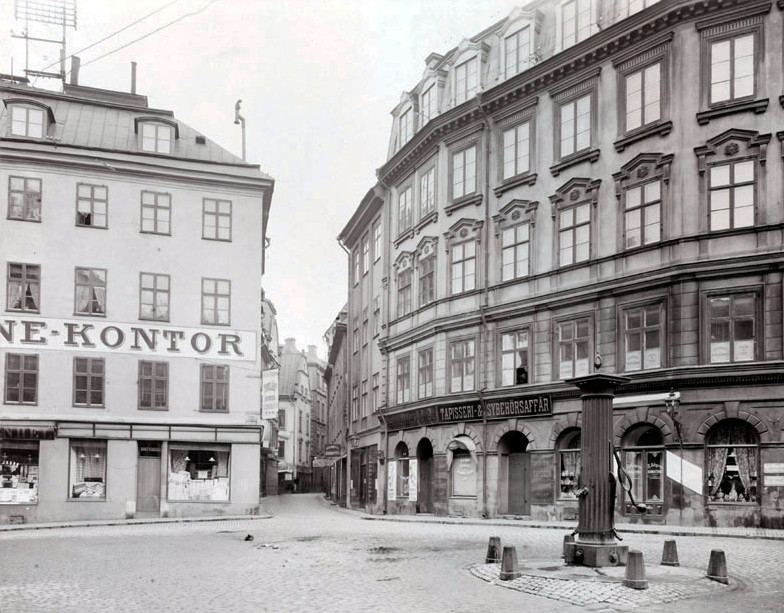
Järntorget i Gamla stan, 1903.
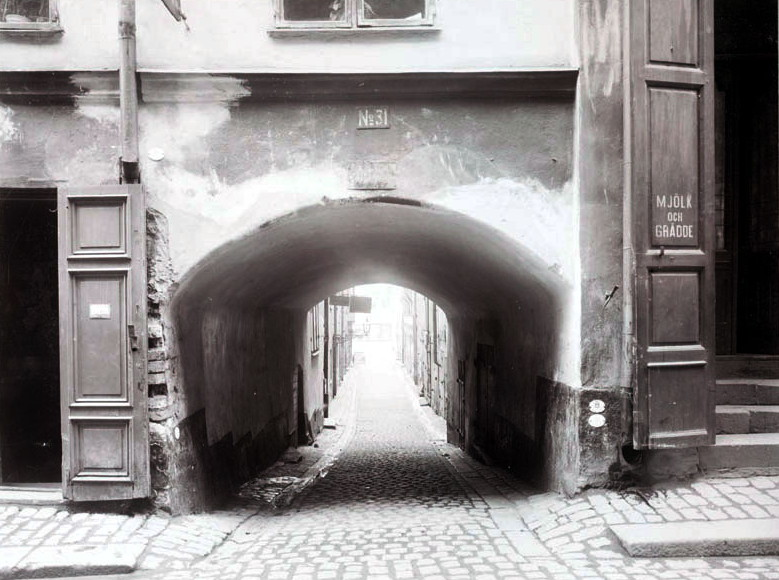
Ferkens gränd, grändöppningen med valv mot Österlånggatan, 1905.
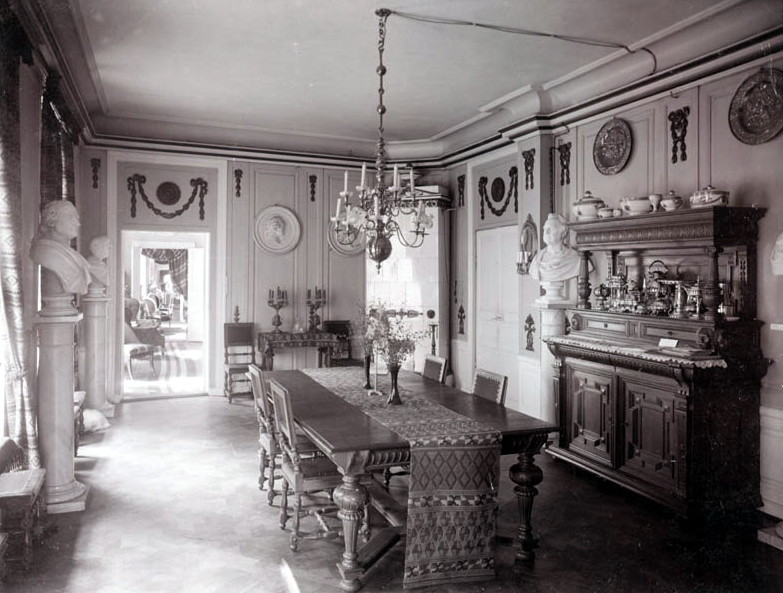
Skeppsbron 18, salsinteriör, 1907.
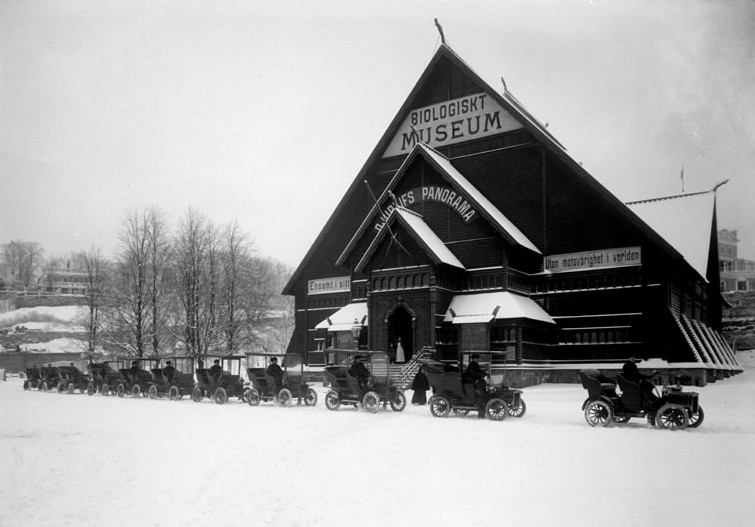
Biologiska museet, Stockholm, 1900–1910.